# 腺萼半蒴苣苔
腺萼半蒴苣苔（学名：Hemiboea glandulosa）为苦苣苔科半蒴苣苔属下的一个种。

## 分布范围
产自云南屏边

## 扩展阅读
- 維基物種上的相關：腺萼半蒴苣苔